# Otto Heike
Otto Heike, ps. „Wilhelm Friedrich” (ur. 11 lutego 1901 w Łodzi, zm. 13 października 1990 w Erkrath) – dziennikarz, działacz mniejszości niemieckiej w Polsce.

## Życiorys
Heike był synem grabarza – Friedricha Heike, ukończył rosyjsko-niemiecką szkołę podstawową w Łodzi. W latach 1915–1919 praktykował jako zecer w „Deutsche Lodzer Zeitung” oraz uczył się wieczorowo. W latach 1920–1923 był żołnierzem Wojska Polskiego i uczestniczył w wojnie polsko-bolszewickiej. W 1926 podjął pracę jako redaktor „Deutsche Volkszeitung”, wydawanym przez Niemiecką Socjalistyczną Partię Pracy w Polsce, której został członkiem, a także podjął naukę w Deutsches Institut für Zeitgeschichte w Berlinie. Heike ponadto publikował artykuły nt. historii lokalnej, m.in. nt. historii Chojen, Łodzi i okolic, pisał je m.in. dla: „Freie Presse”, „Neue Lodzer Zeitung” i „Volksfreund”. W 1936 wystąpił z Niemieckiej Socjalistycznej Partii Pracy w Polsce, nawiązując współpracę z Volksverbandem i jego organem prasowym „Freie Presse”. Od stycznia 1939 był redaktorem „Neue Lodzer Zeitung”.
Po wybuchu II wojny światowej został 20 września 1939 mianowany sekretarzem gminy Chojny, a dzięki poparciu Ludwiga Wolffa, został kierownikiem Archiwum Miejskiego w Łodzi (1940–1941). Był autorem listy proskrypcyjnej polskich działaczy politycznych, społecznych i nauczycieli z Chojen, później aresztowanych i zamordowanych w Radogoszczu i obozach koncentracyjnych w ramach IIntelligenzaktion Litzmannstadt. Był także pracownikiem okręgowego zarządu Deutsche Volksliste w rejencji łódzkiej – działał na rzecz zniemczania nazw dzielnic i ulic Łodzi, polskich miejscowości i nazwisk volksdeutschów. We wrześniu 1941 został powołany do wojska.
Pod koniec II wojny światowej przeniósł się z rodziną do Poczdamu, gdzie został Biura Prasy i Statystyki w Państwowym Urzędzie Kryminalnym (Landeskriminalpolizeiamt). W krótkim czasie wyjechał z radzieckiej strefy okupacyjnej, przenosząc się do Hanoweru, a następnie do Bonn, gdzie w latach 1940–1954 był redaktorem miesięcznika „Sopade”, wydawanym przez SPD. Heike był członkiem Komitetu Pomocy dla Ewangelicko-Luterańskich Niemców z Polski Centralnej. W 1949 został współzałożycielem Ziomkostwa Wisły-Warty, w którym pełnił funkcję wiceprezesa Zarządu Federalnego oraz był honorowym członkiem zarządu. Od 1949 był redaktorem czasopisma „Weg und Ziel”. W 1956 został członkiem rady rządowej w Ministerstwie Pracy i Spraw Socjalnych landu Nadrenia Północna-Westfalia – działał w wydziale ds. kultury na terenach wypędzeń, w ramach którego miał na celu zajmować się niemieckimi dobrami kultury na terenach należących do Niemiec przed II wojną światową. Był wówczas także wydawcą rządowego miesięcznika „Der Wegweiser”, wydawanego przez Ministerstwo dla przesiedleńców i uchodźców. W 1961 został awansowany na starszego radcę rządu, a w 1965 dyrektora rządu (niem. Regierungsdirektor). W 1963 wraz z Edmundem Effenbergerem założył Archiwum Niemców z centralnej Polski i Wołynia (niem. Archivs der Deutschen aus Mittelpolen und Wolhynien) w Mönchengladbach. Przyczynił się do zorganizowania patronatu miasta Mönchengladbach nad Niemcami z Polski środkowej i Wołynia.
Zarządzał Domem Niemieckiego Wschodu w Dusseldorfie i był przewodniczącym rady powierniczej nagrody im. Agnes Miegel.

## Publikacje
- 115 Jahre Kampf um die deutsche Schule in Litzmannstadt (1940),
- Neu-Schlesing. Eine deutsche Leinenwebersiedlung in Litzmannstadt (1940),
- Die erste Schule in Litzmannstadt (1942),
- Die Provinz Südpreußen. Preußische Aufbau- und Verwaltungsarbeit im Warthe- und Weichselgebiet 1793–1806 (Marburg 1953),
- Das Deutschtum in Polen 1918–1939 (Bonn 1955),
- Das deutsche Schulwesen in Mittelpolen (Dortmund 1963),
- Das deutsche Lehrerseminar in Mittelpolen (Troisdorf 1963),
- Die Aufbauleistung rheinischer Textilpioniere in Mittelpolen (Neuss 1964),
- Pabianice. Leben, Leistung und Schicksal deutscher Einwanderer in einer Textilstadt Mittelpolens (1965),
- Fundament deutschen Volkstums in Polen. Zum 100. Gründungstag des Deutschen Lehrerseminars in Warschau/Lodz 1866–1966 (1966),
- Ozorkow. Erste Textilstadt Polens. Das Aufbauwerk eingewanderter deutscher Tuchmacher und Weber (1967),
- Zgierz. Ausgangspunkt der Textilindustrie in den Regierungsstädten Polens. Die Aufbauleistung deutscher Tuchmacher in Zgierz (1969),
- Die deutsche Arbeiterbewegung in Polen 1835–1945 (Dortmund 1969),
- Aufbau und Entwicklung der Lodzer Textilindustrie (Mönchengladbach 1971),
- 150 Jahre Schwabensiedlungen in Polen 1795–1945 (Leverkusen 1979),
- Die deutsche Minderheit in Polen bis 1939 (Leverkusen 1985),
- Leben im deutsch-polnischen Spannungsfeld. Erinnerungen eines deutschen Journalisten aus Lodz (Essen 1989)[1].